# Pirostegija
Pirostegija (lat. Pyrostegia), biljni rod iz porodice katalpovki smješten u tribus Bignonieae. Sastoji se od dvije vrste lijana rasprostranjenih od Meksika do Argentine

## Opis
Pirostegije su nježne, zimzelene penjačice s parnim listovima koji se sastoje od dva ili tri listića i ponekad terminalne vitice. Cjevasti ili zvonoliki cvjetovi obično su narančasti ili crveni. Tipična je Bignonia ignea Vell., sinonim za Pyrostegia venusta, vrlo snažna, zimzelena penjačica s brojnim tankim stabljikama i sjajnim listovima sa šiljastim, ovalnim listićima. Cjevasti, voštani, zlatni do crvenkasto-narančasti cvjetovi, dugi 6 cm, stvaraju se u terminalnim grozdovima, uglavnom zimi.

## Vrste
1. Pyrostegia millingtonioides Sandwith, brazilski endem iz država Pará i Maranhão.
2. Pyrostegia venusta (Ker Gawl.) Miers